# Eek (Alaska)
Eek è un comune dell'Alaska di 311 (2014) abitanti.